# Artur Gałązka

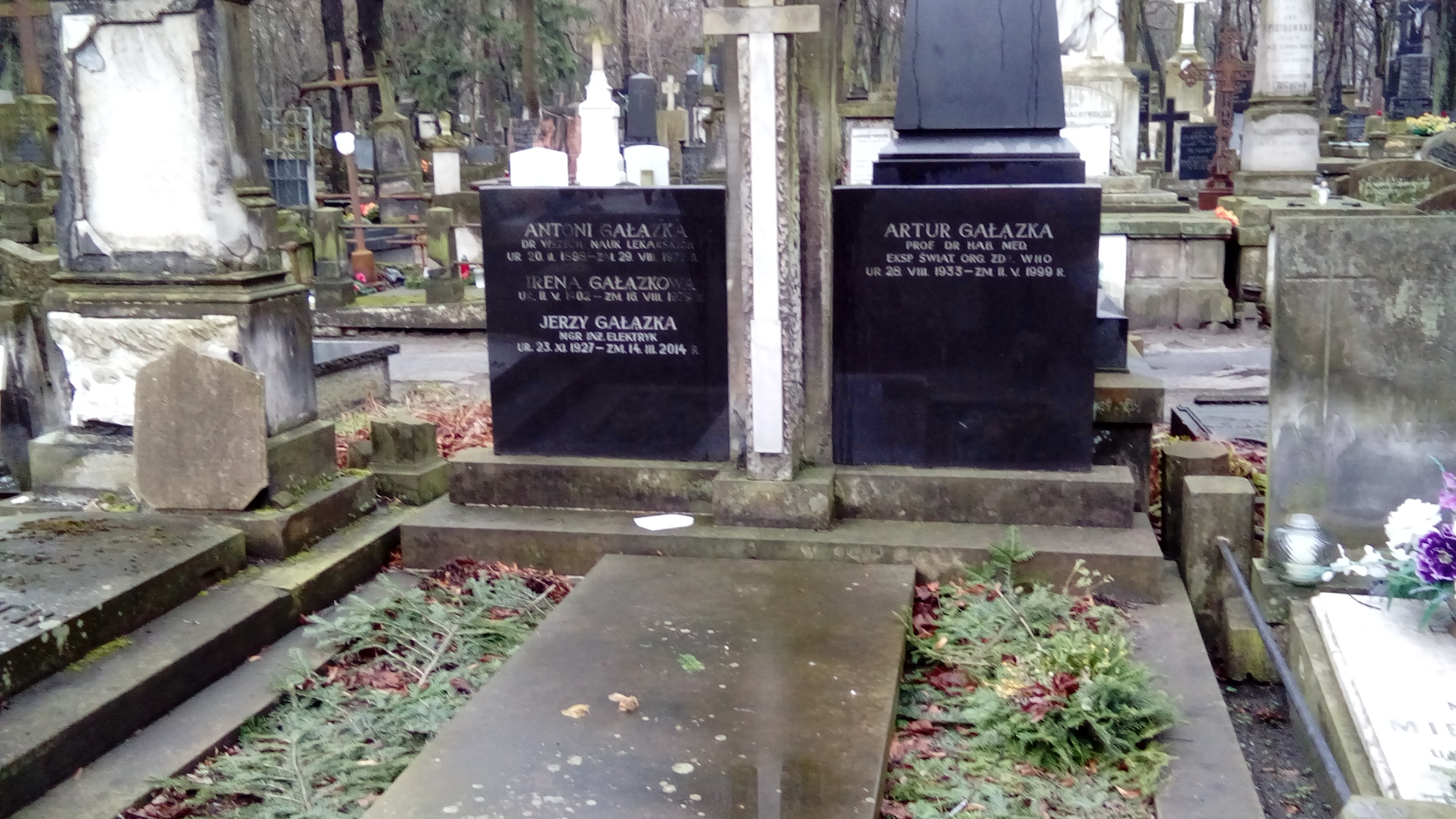
Grobowiec Artura Gałązki

Artur Maciej Gałązka (ur. 28 sierpnia 1933 w Pacanowie, zm. 11 maja 1999) – polski epidemiolog i wakcynolog, znawca epidemiologii błonicy i tężca.

## Życiorys
Urodził się jako młodszy syn dra Antoniego Gałązki. Ukończył gimnazjum w Busku-Zdroju w 1951 roku i następnie studiował na Wydziale Lekarskim Akademii Medycznej w Warszawie. Studia ukończył w 1957 r. otrzymując tytuł lekarza medycyny. W 1962 r. uzyskał specjalizację I° z zakresu chorób zakaźnych, a 1974 II° z zakresu epidemiologii. W 1964 r. uzyskał stopień doktora, a w 1968 r. stopień doktora habilitowanego, zaś w 1976 został mianowany profesorem nadzwyczajnym w Państwowym Zakładzie Higieny w Warszawie.
W latach 1957–1968 pracował w Zakładzie Epidemiologii Państwowego Zakładu Higieny, następnie od 1968 do 1979 r. był kierownikiem Zakładu Badania Surowic i Szczepionek PZH i zastępcą dyrektora PZH (1972–1979), a potem do 1996 r. specjalistą epidemiologii w WHO w Genewie. Ponadto w latach 1974–1975 i 1976–1977 był konsultantem WHO w programie eradykacji ospy prawdziwej w Indiach, a w latach 1997–1999 redaktorem naczelnym kwartalnika Przegląd Epidemiologiczny.
Autor ponad 150 prac naukowych z dziedziny epidemiologii, immunologii i zapobiegania chorobom zakaźnym.
Zmarł na zawał serca 11 maja 1999 r., w czasie pobytu w szpitalu, i został pochowany w rodzinnym grobowcu na cmentarzu Powązkowskim (kwatera 24-5-22/23).

## Odznaczenia i wyróżnienia[2]
- Krzyż Kawalerski Orderu Odrodzenia Polski
- Złoty i Krzyż Zasługi
- The Order of the Bifurcated Needle (nadawany przez WHO Smallpox Eradication Program)
- Dyplom uznania od rządu Indii i WHO za zasługi w programie eradykacji ospy prawdziwej